# Estonia 20 år senare
Estonia 20 år senare är en svensk dokumentärfilm om Estoniakatastrofen som sändes i TV4 den 1 september 2014. I dokumentären medverkar överlevande, anhöriga, ytbärgare, journalister och ansvariga politiker. Programmet fick 720 000 tittare och en tittarandel på 24%. Filmen producerades av TV-producenten Johan Romin